# Aimé-Louis Champollion
Aimé-Louis Champollion-Figeac (Grenoble, 5 dicembre 1813 – Vif, 20 marzo 1894) è stato uno storico, bibliotecario, archivista e politico francese.

## Biografia
Era figlio dell'archeologo Jacques Joseph Champollion-Figeac e nipote dell'egittologo Jean-François Champollion (fratello minore del padre).
Dopo aver frequentato l'École nationale des chartes, collaborò nel 1841 con suo padre Jacques-Joseph alla pubblicazione della Paleografia universale (Paléographie universelle). Come assistente del padre, lavorò nella Biblioteca nazionale di Francia alla redazione di opere di carattere storico, legate alle vicende della famiglia Champollion. Fu direttore del servizio degli Archivi dipartimentali di Francia; fu inoltre consigliere municipale di Grenoble e consigliere generale dell'Isère.
Dal 1847 fu socio corrispondente dell'Accademia delle Scienze di Torino. Dopo la morte di sua madre Zoé Berriat nel 1853, visse la maggior parte del tempo a Vif, unico membro degli Champollion rimasto nella tenuta di famiglia Domaine des Ombrages. Fu sindaco di Vif dal 1871 al 1877.